# Pococera variella
Pococera variella är en fjärilsart som beskrevs av Émile Louis Ragonot 1888. Pococera variella ingår i släktet Pococera, och familjen mott. Inga underarter finns listade i Catalogue of Life.